# 阿門·納扎揚
阿門·納扎揚（1982年6月20日—）是一名亞美尼亞男子柔道運動員，他曾經代表國家參加2012年倫敦奧運的66公斤級柔道比賽，並未獲得獎牌。倫敦奧運後，他正式退役。